# Vače od Iberije
Vače (gruz. ვაჩე),  iz dinastije Arsakida, bio je kralj Iberije (Kartlija, današnja središnja i istočna Gruzija), od 216. do 234. godine. 
Iako je vladao u razdoblju velikih promjena u regionalnoj geopolitičkoj situaciji, o njegovoj vladavini se ništa ne zna. Poznat je isključivo iz srednjevjekovnih Gruzijskih kronika, koje ga smještaju na 20. ili 22. mjesto popisa kraljeva Iberije, te spominju samo da je bio sin Reva I. Za njegove vladavine, 226. godine, perzijski kralj Ardašir I. je okrunjen za suverena Sasanidskog Carstva, započinjući novu povijest perzijsko-rimskog sukoba koji stavlja Iberiju u sred sukoba dvaju carstava.
Nakon smrti naslijedio ga je sin Bakur I.